# Habitatge a la plaça Major i carrer Costa (Albesa)
L'Habitatge a la plaça Major i carrer Costa és una obra d'Albesa (Noguera) inclosa a l'Inventari del Patrimoni Arquitectònic de Catalunya.

## Descripció
Gran casalot de tres plantes, amb els angles i les obertures a base de carreus de pedra i la resta aparentment de tova.

## Història
A la dovella central del balcó principal de la façana hi ha la següent inscripció: "Francisco Segarra".
Actualment aquesta casa forma una propietat única amb la del costat (c/forn) amb la qual es comunica per un gran pati.